# The King of Bungle Bar
The King of Bungle Bar (Untertitel Umlaut Big Band Plays Don Redman) ist ein Jazzalbum der Umlaut Big Band. Die am 19., 20. und 21. April 2018 im Veranstaltungsort Lavoir Moderne Parisien, Paris entstandenen Aufnahmen erschienen am 4. Oktober 2018 auf Umlaut Records.

## Hintergrund
Die Initiative, der Musik von Don Redman neues Leben einzuhauchen, ging von Pierre-Antoine Badaroux, dem Leiter der Umlaut Big Band aus. Das Ensemble nahm 28 Titel aus dessen Repertoire auf. Die Arrangements schrieb Don Redman „als Mastermind hinter so manchen verrückten Unternehmungen“, wie etwa den Orchestern von Fletcher Henderson, Jimmie Lunceford oder McKinney’s Cotton Pickers, notierte Philippe Méziat.
Einige ausgewählte Stücke sind Klassiker („Sugar Foot Stomp“), andere waren bislang unveröffentlicht und stammten aus den Archiven der New York Public Library. Die Umlaut Big Band besteht aus Pierre-Antoine Badaroux (Leitung, Altsaxophon), Antonin-Tri Hoang (Altsaxophon, Klarinette, Bassklarinette), Geoffroy Gesser (Tenor- und Sopransaxophon, Klarinette), Pierre Borel (Tenorsaxophon, Klarinette), Benjamin Dousteyssier (Alt-, Bariton- und Basssaxophon), Brice Pichard, Louis Laurain, Emil Strandberg (Trompete), Fidel Fourneyron, Michael Ballue (Posaune), Romain Vuillemin (Gitarre, Banjo), Bruno Ruder (Piano), Sébastien Beliah (Kontrabass) und Antonin Gerbal (Schlagzeug).

## Titelliste

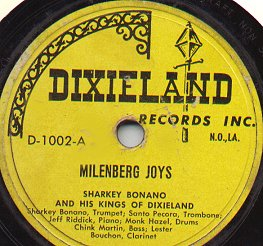
„Milenberg Joys“ in einer historischen Aufnahme von Sharkey Bonano and his Kings of Dixieland

- Umlaut Big Band: The King of Bungle Bar (Umlaut)

1. Have it Ready – 1st fragment (Fletcher Henderson) 0:37
2. Feeling the Way I Do (Buddy DeSylva, Walter Donaldson) 2:54
3. Sugar Foot Stomp (King Oliver, Louis Armstrong) 2:42
4. Have it Ready (2nd fragment) 0:33
5. T.N.T. (Elmer Schoebel) 3:05
6. Hot Mustard (Fletcher Henderson) 2:32
7. Have it Ready (3rd fragment) 0:45
8. Rocky Mountain Blues (Fletcher Henderson, Patty Carroll, Ken Macomber) 2:42
9. Whiteman Stomp (Fats Waller, Jo Trent) 2:38
10. Have it Ready (4th fragment) 0:30
11. Shim-Me-Sha-Wabble (Spencer Williams) 2:20
12. Chant of the Weed (Don Redman) 4:21
13. Redman Rhythm (Don Redman) 2:22
14. Sophisticated Lady (Duke Ellington) 3:19
15. Auld Lang Syne (Trad.) 2:29
16. Milenberg Joys (Jelly Roll Morton, Leon Roppolo, Paul Mares) 3:15
17. Cupid’s Nightmare (Don Redman) 5:51
18. Flight of the Jitterbug (Don Redman) 2:43
19. Just an Old Manuscript (Don Redman) 3:04
20. Frantic Atlantic (Don Redman) 5:12
21. Mickey Finn (Don Redman) 2:37
22. More Dirt (Don Redman) 3:18
23. Kashmiri Song (Amy Woodforde-Finden) 2:24
24. Dance of the Taxicabs – from “Etudes-Caprices” (Don Redman) 1:02
25. Washington, D.C. – from “Etudes-Caprices” (Don Redman) 1:23
26. A Young Man’s Fancy – from “Etudes-Caprices” (Don Redman) 1:23
27. Penthouse Alley (Don Redman) 2:37
28. What’s the Trouble? (Jackie Davis) 6:18

## Rezeption

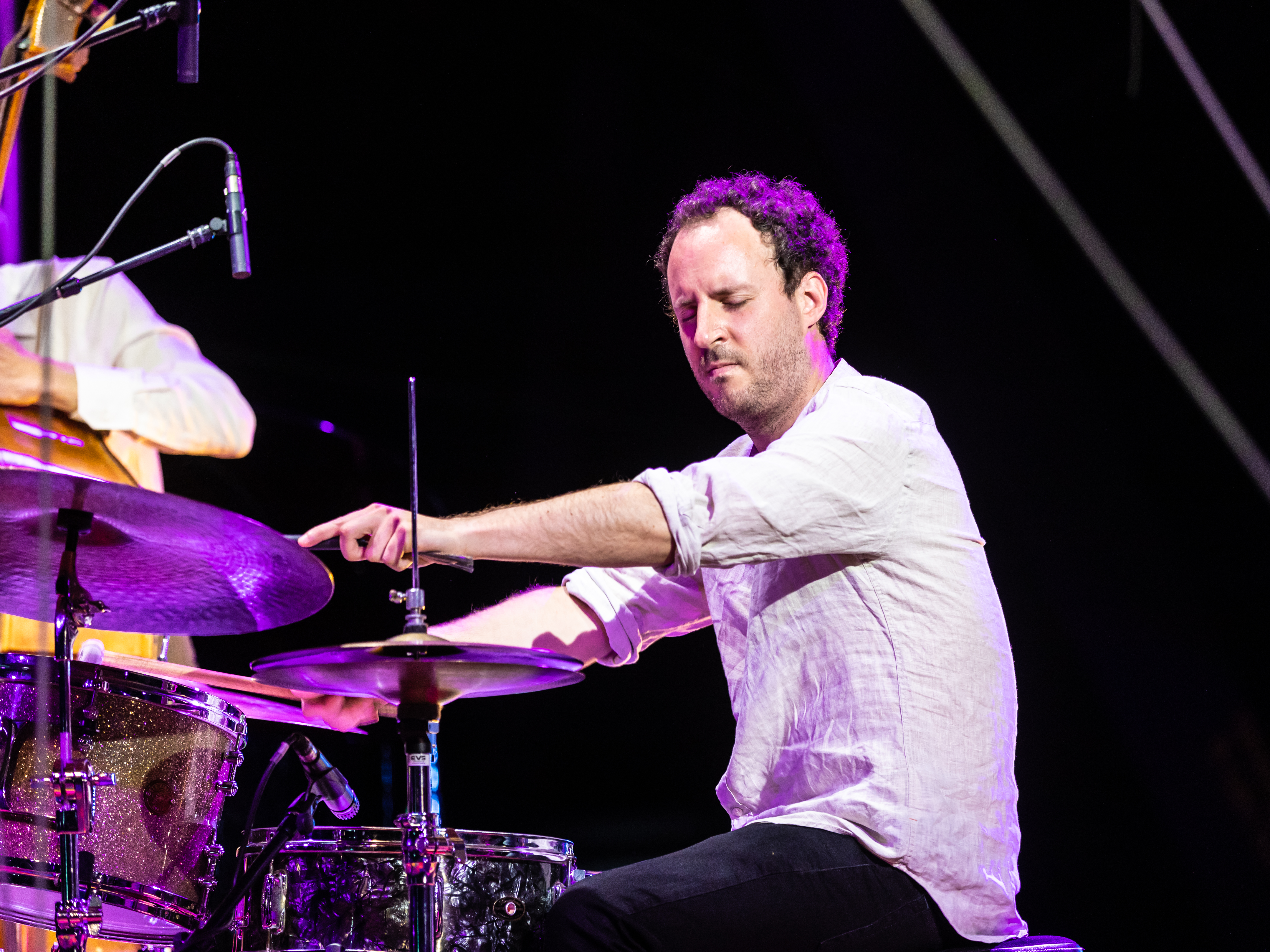
Antonin Gerbal, Schlagzeuger der Umlaut Big Band, auf dem Moers festival 2021

Dieses Projekt stelle eine großartige Arbeit dar, da die ausgewählten Abschnitte transkribiert, angepasst und manchmal auch rekonstruiert werden mussten, schrieb Alain Tomas (CouleursJazz). Normalerweise würden die vierzehn Musiker der Umlaut Big Band in Ensembles zeitgenössischer oder improvisierter Musik spielen; obwohl sie daher keine Spezialisten des Jazz der 1920er und 30er-Jahre waren, hätten sie die Essenz des Geistes dieser schönen Musik vermittelt, indem sie eine starke Verbindung zwischen Vergangenheit und Zukunft, Tradition und Neukreation hergestellt haben.
Die Umlaut Big Band habe daran gearbeitet, in der heutigen Zeit etwas Lebendiges aus einer sehr fernen, sogar vergessenen Vergangenheit wiederherzustellen, meint Philippe Méziat (Citizen Jazz). Durch Badaroux könne man entdecken, dass Don Redman viel mehr [als nur Arrangeur] war und dass seine Karriere bis in die 1950er-Jahre reichte. Man könne beim Hören erleben, dass es viel Arbeit erfordere, bis es richtig swingt, denn selbst unter Lunceford oder Count Basie sei das Wunder nicht immer gelungen.